# Kurów (Sucha)
Pour les articles homonymes, voir Kurów.
Kurów est une localité polonaise de la gmina de Stryszawa, située dans le powiat de Sucha en voïvodie de Petite-Pologne.